# Língua chukoto
A Língua Chukoto ou Chukchi (лыгъоравэтлъэн йилыйил, łygˀoravetłˀɛn jilǝjil), também Luoravetlana, Chukcha é uma das Línguas paleo-siberianas faladas pelos Chukchis no ponto mais extremo da Siberia, em especial no Okrug Autônomo Chukotka.

## Nome
O Chukoto é a forma aportuguesada do etnônimo russo, singular Chukcha, plural Chukchi. Para o russo o termo veio de Čävča, palavra usada pelos Chukchis Tungúsicos da região, uma versão da palavra Chukchi (ou Chukoto) - "um homem rico em renas".

## Falantes
Conforme o Censo russo de 2002, cerca de 7.700 (outras  estimativas indicam hoje 10.400) dos 15.700 Chukchis falam Chukchi. O conhecimento da língua Chukchi vem caindo e a maioria dos Chukchis falam russo e apenas 500 dizem não falar russo. Chukchi é relaciona com o Koriaque, sendo que metade dos Chukchis entende essa língua. A língua, junto com o Koriaque, o Kereque, o Alutor, o Itelmen, faz parte das Línguas chukotko-kamchatkanas.
No "Livro vermelho das Línguas em Extinção (Red Book of Endangered Languages) da UNESCO o Chukoto está listado como uma língua em processo de extinção.

## Uso do idioma
Muitos dos Chukchis ainda usam a língua como primeiro meio de comunicação, tanto em família, como nas atividades de pastoreio, criação de renas e também em algumas atividades de negócios. O Chukoto é também usado na "Mídia", Rádio e Televisão. Porém, a o russo vem crecendo nas atividades administrativas, sendo também uma língua franca nos territórios vizinhos habitados por não Chukchis, como Koryaks e Yakuts.Quase todos Chukchis falam russo, com maior ou menor fluência e domínio. Na educação, o Chukoto é a língua primeira, na escola elementar, porém, a educação secundária é em "russo", sendo o "Chukoto" apenas uma das disciplinas.
Um escritor chukchi, "Yuri Rytkheu" (1930-2008) adquiriu muita reputação tanto na Rússia como na Europa Ocidental, com a maioria de seus livros sendo escrita em russo, não em Chukoto.

## Influências externas
Não há ainda um estudo definitivo quanto à influências externas no Chukoto. Ainda está indefinida a real relação da língua com as Línguas esquimó-aleútes. As pesquisas ficam dificultadas em parte em função da falta de suficientes registros escritos. A influência por contato com a Língua russa está em crescimento e consiste em utilização de palavras russas e alguma pressão na sintaxe superficial. Essa última pode ser percebida na comunicação escrita, porém, não na conversação quotidiana.

## Ortografia
No início de século XX, Vladimir Bogoraz, um revolucionário russo exilado em Chukotka, descobriu amostras de escrita pictográfica de autoria de Tenevil, um criador de renas. A escrita de Tenevil era de sua invenção e nunca foi usada fora de seu grupo familiar. 
Até 1931 não havia uma ortografia oficial, apesar de ter havido diversas tentativas no século XIX para escrita de textos religiosos. Chukchi era escrita originalmente no Alfabeto latino, porém, em 1930 houve a mudança para o Alfabeto cirílico. A primeira gramática foi escrita em 1922 por Vladimir Bogora. Bogoraz escreveu também um estudo etnográfico sobre a língua. Porém, desde então poucos livros e jornais foram esritos em Chukoto, A língua pode ser ouvida no  rádio e na televisão por cerca de uma hora por dia.
Alfabeto Latino para Chukoto:
| А а | Ā ā | B b | C c | D d | Е е | Ē ē | Ә ә |
| Ә̄ ә̄ | F f | G g | H h | I i | Ī ī | J j | K k |
| L l | M m | N n | Ŋ ŋ | O o | Ō ō | P p | Q q |
| R r | S s | T t | U u | Ū ū | V v | W w | Z z |
| Ь ь |     |     |     |     |     |     |     |

Esse é o Alfabeto Latino de 24 letra, sem X, sem Y. As 5 vogais se apresentam com e sem Macron (Ā). Acrescem-se as letras Ә, Ә̄, e o  sinal gráfico Ь.
Em 1937, os Chukchis e outros povos da URSS foram forçados a usar o Alfabeto cirílico, que no início era simplemente aquela na forma usada pelos russos, com a adição das letras antigas К’ к’ e Н’ н’. Nos anos 50, porém, passaram a ser usadas as letras Ӄ ӄ e Ӈ ӈ, principalmente para fins educacionais. Porém, na imprensa ainda se usavam aapenas as letras tradicionais. Ao final dos anos 80, a letra Ԓ ԓ (Л com "hook")substituiu o Л, para evitar confusão de pronúncia, até então com esse Л russo.
O alfabeto "Chukoto" agora é como segue: :
| А а | Б б | В в | Г г | Д д | Е е | Ё ё | Ж ж |
| З з | И и | Й й | К к | Ӄ ӄ | Л л | Ԓ ԓ | М м |
| Н н | Ӈ ӈ | О о | П п | Р р | С с | Т т | У у |
| Ф ф | Х х | Ц ц | Ч ч | Ш ш | Щ щ | Ъ ъ | Ы ы |
| Ь ь | Э э | Ю ю | Я я | ʼ   |     |     |     |

Trata-se do Alfabeto cirílico acrescido das letras Ӄ ӄ, Ԓ ԓ,  Ӈ ӈ e do Diacrítico '.
As letras Б, Д, Ж, З, Ф, Х, Ц, Ш, Щ são usadas somente em palavras de origem russa.